# Noah Centineo

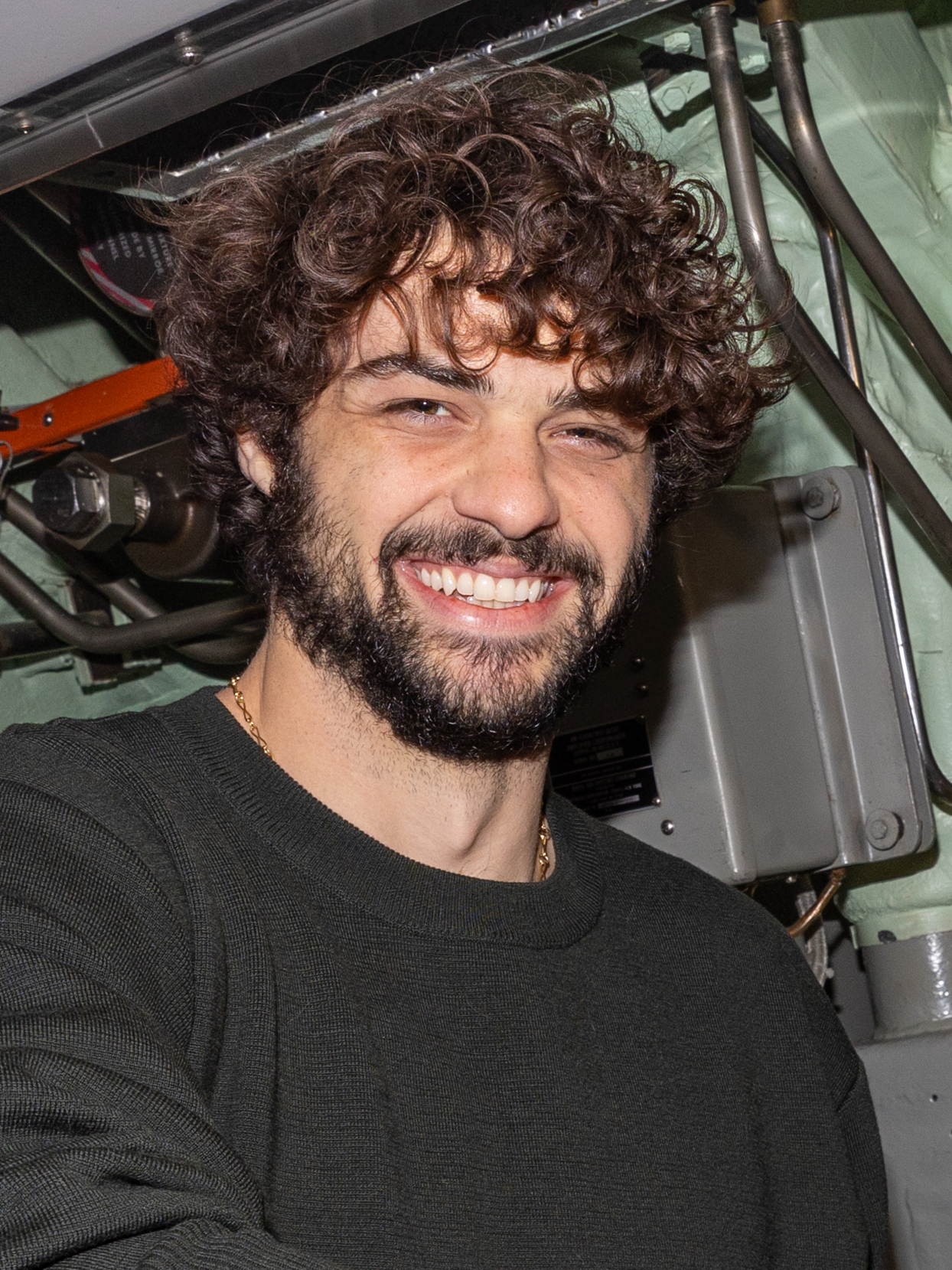
Noah Centineo (2025)

Noah Gregory Centineo (* 9. Mai 1996 in Miami, Florida) ist ein US-amerikanischer Schauspieler.

## Karriere
Noah Centineo wurde im Mai 1996 als Sohn von Kellee Janel und Gregory Vincent Centineo als Noah Gregory Centineo geboren. Centineo ist halb italienischer, halb niederländischer Abstammung. Zusammen mit seiner älteren Schwester Taylor wuchs er in Miami auf. Er verließ 2012 die Schule, um nach Los Angeles zu ziehen.
2011 gab Centineo sein Schauspieldebüt in der Disney-Channel-Fernsehserie Austin & Ally. Anschließend war er in Gastrollen in Marvin Marvin, Shake It Up – Tanzen ist alles, Ironside und Jessie zu sehen. 2014 hatte er eine Rolle in dem Disney Channel Original Movie Albert aus Versehen.
Bekanntheit erlangte Centineo mit der Hauptrolle des Jesus Adams Foster in der Freeform-Fernsehserie The Fosters. Die Rolle übernahm er von Jake T. Austin und spielte sie von August 2015 bis Juni 2018. In der Rolle des Jesus Adams Foster war er auch in dem 2019 veröffentlichten Spin-off Good Trouble in einer Nebenrolle zu sehen.
2017 spielte er in dem Musikvideo zu Camila Cabellos Hit Havana mit. 2018 war Centineo außerdem in den Netflix-Original-Filmen To All the Boys I’ve Loved Before als Peter Kavinsky und Sierra Burgess Is a Loser als Jamey zu sehen. 2019 spielte er auch Brooks in The Perfect Date. 2022 verkörperte er als Albert Rothstein bzw. Atom Smasher in der Comic-Verfilmung Black Adam einen Superhelden innerhalb der Justice Society.

## Filmografie (Auswahl)
- 2011–2012: Austin & Ally (Fernsehserie, drei Episoden)
- 2013: Marvin Marvin (Fernsehserie, Episode 1x08)
- 2013: Shake It Up – Tanzen ist alles (Shake It Up, Fernsehserie, Episode 3x19)
- 2013: Ironside (Fernsehserie, Episode 1x07)
- 2014: Jessie (Fernsehserie, Episode 3x09)
- 2014: Albert aus Versehen (How to Build a Better Boy, Fernsehfilm)
- 2014: See Dad Run (Fernsehserie, Episode 3x11)
- 2015–2018: The Fosters (Fernsehserie, 49 Episoden)
- 2017: SPF-18
- 2017: Can’t Take It Back
- 2017: T@gged (Webserie)
- 2018: To All the Boys I’ve Loved Before
- 2018: Sierra Burgess Is a Loser
- 2019: The Perfect Date
- 2019: 3 Engel für Charlie (Charlie’s Angels)
- 2019–2020: Good Trouble (Fernsehserie, zwei Episoden)
- 2020: To All the Boys: P.S. I Still Love You
- 2021: To All the Boys: Always and Forever
- 2021: North Hollywood (Produzent)
- 2022: Black Adam
- 2023: Dream Scenario
- 2022–2025: The Recruit (Fernsehserie, 14 Episoden)
- 2025: Warfare
- 2025: Our Hero, Balthazar